# 奔向太阳之路
奔向太陽之路（英語：Going-to-the-Sun Road）是美國西部落磯山脈蒙大拿州冰河國家公園內一條風景優美的山路。奔向太陽之路是唯一一條穿越公園的道路，通過海拔6,646英尺（2,026公尺）的洛根山口跨越美洲大陸分水嶺，洛根山口是此條道路上的最高點。奔向太陽之路於1921年開始施工，於1932年竣工，並於1933年7月15日正式落成。在這條道路修建之前，遊客需要花費幾天時間穿過冰河國家公園的中心部分，現在只需幾個小時即可穿越該區域。